# Tortigonalia chlorella
Tortigonalia chlorella är en insektsart som beskrevs av Young 1977. Tortigonalia chlorella ingår i släktet Tortigonalia och familjen dvärgstritar. Inga underarter finns listade i Catalogue of Life.